# Anoplosiagum villosicolle
Anoplosiagum villosicolle är en skalbaggsart som beskrevs av Blanchard 1850. Anoplosiagum villosicolle ingår i släktet Anoplosiagum och familjen Melolonthidae. Inga underarter finns listade i Catalogue of Life.